# أندرو شتاين
أندرو شتاين (بالإنجليزية: Andrew Stein)‏ هو سياسي أمريكي، ولد في 4 مارس 1945. حزبياً، نشط في الحزب الديمقراطي. وقد انتخب عضو جمعية ولاية نيويورك.